# Dům s pamětní deskou Dr. Adolfa Lorenze
Městský dům čp. 66 je nárožní dům na Mírovém náměstí v sousedství domu čp. 64 ve Vidnavě v okrese Jeseník. Byl zapsán do seznamu kulturních památek ČR před rokem 1988 a je součástí městské památkové zóny Vidnava. V domě se narodil známý chirurg-ortopéd Dr. Adolf Lorenz (1854–1945), otec nositele Nobelovy ceny Konráda Lorenze (1903–1989).

## Historie
Významný urbanistický rozvoj města probíhal na přelomu 15. a 16. století; vyvrcholil v roce 1551 výstavbou renesanční radnice. Další vliv na renesanční přestavbu města měl požár v roce 1574. V období třicetileté války město v roce 1632 vyhořelo a znovu se obnovovalo. Další přestavby v podobě dolnoslezského baroka přišly po požáru části města v roce 1713. Rozvoj plátenictví znamenal rozvoj výstavby po skončení sedmileté války. V třicátých letech 19. století byla zbourána převážná část hradeb i obě městské brány. Podle mapy stabilního katastru lze zaznamenat růst města jehož vrcholem je rok 1850, kdy se sídlem soudního okresu stal Jeseník. Ve Vidnavě pak byly nejvýznamnějšími stavbami nová radnice (1867), gymnázium (1871), škola (1887) s kaplí (1898) a filiálním domem (1914) boromejek, kostel svatého Františka z Assisi (1897) nebo stavba železnice (1897). V období první republiky začala Vidnava upadat. V druhé polovině 20. století byla řada cenných měšťanských domů zbořena nebo zcela přestavěna. Na jejich místě byly postaveny panelové domy. V roce 1992 bylo po vyhlášení památkové zóny městské historické jádro konsolidováno.

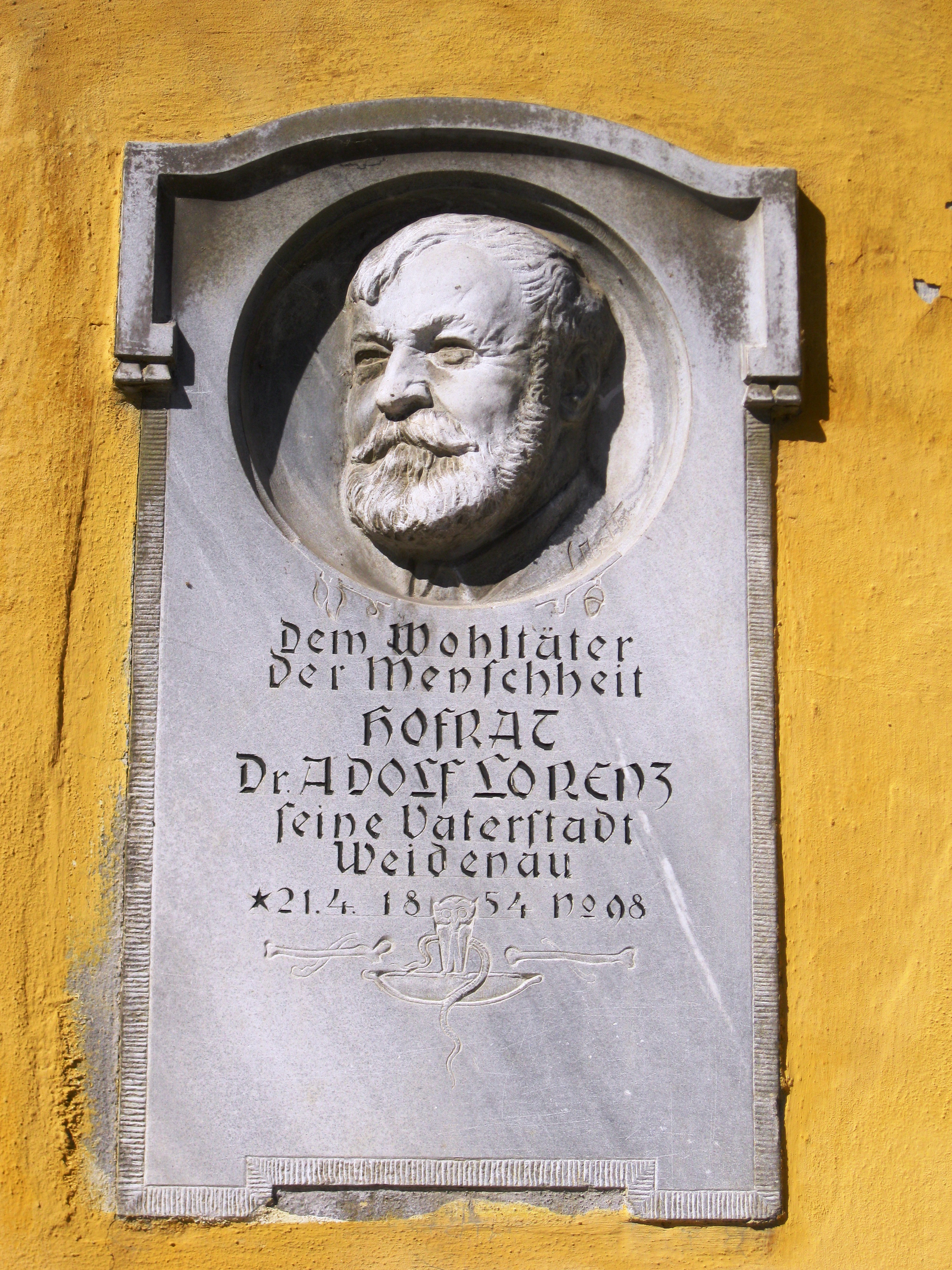
Pamětní deska

Mezi domy památkové zóny patří nárožní dům na Mírovém náměstí čp. 66, postavený na středověkém jádře, s pozdně barokním průčelím z konce 18. století. Byl často upravován. Dům je rodištěm významného chirurga-ortopeda Dr. Adolfa Lorenze. Na dům byla za osobní přítomnosti ortopeda v roce 1935 umístěna pamětní deska od jesenického sochaře Josefa Obetha.

## Popis
Měšťanský dům je nárožní jednopatrová tříosá zděná stavba, krytá sedlovou střechou. Hlavní průčelí je otočeno do náměstí. Je členěno nárožní bosáží, patrovou římsou a ukončeno korunní římsou. V přízemí ve střední ose mezi pravoúhlými okny je umístěna pamětní deska. Okna v přízemí i v patře jsou v šambránách. Na korunní římsu nasedá hladký konkávně prohnutý volutový štít se sdruženými kanelovanými pilastry po stranách. Mezi pilastry jsou v ose štítu dvě pravoúhlá okna zdobená nadokenními festony. Pilastry nesou průběžnou římsu, na které je barokně zvlněný tympanon s kruhovým terčem. Kraje štítu ukončují malé kanelované pilastry. Boční průčelí je hladké pětiosé členěné patrovou římsou v ose doplněnou nízkým trojúhelníkovým štítem. Vchod s jednoduchým ostěním je umístěn nesymetricky. Původní hlavní vstup v ose průčelí byl zazděn. Místnosti mají plochý strop.